# Ottokar Weise
Ottokar Weise fue un deportista alemán que compitió en vela en la clase tonelaje. Participó en los Juegos Olímpicos de París 1900, obteniendo dos medallas, una de oro y una de plata.

## Palmarés internacional
| Juegos Olímpicos | Juegos Olímpicos | Juegos Olímpicos | Juegos Olímpicos     |
| Año              | Lugar            | Medalla          | Clase                |
| ---------------- | ---------------- | ---------------- | -------------------- |
| 1900             | París (Francia)  | Medalla de oro   | 1 – 2 Ton (regata 2) |
| 1900             | París (Francia)  | Medalla de plata | Abierta              |